# Solanum multivenosum
Solanum multivenosum är en potatisväxtart som beskrevs av Symon. Solanum multivenosum ingår i släktet skattor som ingår i familjen potatisväxter. Inga underarter finns listade i Catalogue of Life.